# Daniel Hahn
Daniel Hahn (n. 26 noiembrie 1973, Londra, Anglia, Regatul Unit) este un scriitor, editor și traducător britanic.
El este autorul unei serii de opere literare de non-ficțiune, inclusiv cartea de istorie The Tower Menagerie, și unul dintre editorii The Ultimate Book Guide, o serie de ghiduri de lectură pentru copii și adolescenți; primul volum al acestei serii a obținut Premiul de carte Blue Peter. A mai publicat Happiness Is a Watermelon on Your Head (o carte cu ilustrații pentru copii), The Oxford Guide to Literary Britain and Ireland (o carte de referință), scurte biografii ale poeților Samuel Taylor Coleridge și Percy Bysshe Shelley și o nouă ediție a Oxford Companion to Children's Literature.
Traducerea cărții The Book of Chameleons a lui José Eduardo Agualusa a câștigat Independent Foreign Fiction Prize în 2007. Traducerea cărții A General Theory of Oblivion, scrisă tot de José Eduardo Agualusa, a obținut în 2017 Premiul literar internațional al orașului Dublin, ceea ce i-a adus lui Hahn 25% din premiul de 100.000 de euro. Printre alte traduceri realizate de el se numără autobiografia lui Pelé și cărți ale romancierilor José Luís Peixoto, Philippe Claudel, María Dueñas, José Saramago, Eduardo Halfon, Gonçalo M. Tavares etc.
Fost președinte al Translators Associatiation și al  Society of Authors, precum și director de programe naționale al Centrului Britanic pentru Traduceri Literare, el face parte în prezent din consiliul de administrație al Society of Authors și dintr-o serie de alte organizații care activează în domeniul literaturii și promovării libertății de exprimare, inclusiv English PEN, Pop-Up și Modern Poetry in Translation.